# 어른도감
"어른도감"(영어: Adulthood)은 2018년에 개봉한 대한민국의 영화이다.

## 줄거리
아빠의 죽음을 맞은 소녀 경언(이재인)에게 그동안 연락이 없던 수상한 삼촌 재민(엄태구)이 찾아온다. 재민은 경언에게 남겨진 보험금을 잃고 그 돈을 갚는다는 빌미로 동네 약사를 속일 계획에 조카를 끌어들인다.

## 캐스팅
- 엄태구 : 황재민 역
- 이재인 : 황경언 역
- 서정연 : 오점희 역
- 김희창 : 용식 역
- 황정민 : 은블리 역
- 박성연 : 소머즈 역
- 송별 : 조소연 역
- 이영숙 : 점희 큰올케 역
- 장혜진 : 점희 작은올케 역
- 공상아 : 소영 역
- 최재섭 : 소영남편 역
- 이정은 : 판사 역
- 홍원기 : 집주인 역
- 김새벽 : 후견인감독관 역
- 손강국 : 광개토형 역
- 이윤희 : 점희 큰오빠 역
- 김준범 : 점희 작은오빠 역
- 황순미 : 담임선생님 역
- 이동욱 : 부동산중개인 역
- 김종여 : 횟집사장 역
- 김호연 : 약국여자 역
- 하복음 : 산악회회원 역
- 오운백 : 점희아버지 역
- 박근범 : 집배원 역
- 유정온 : 보험사콜센터 (목소리) 역
- 최덕문 : 경언아빠 역 (우정출연)

## 영화 정보
- 2018년 8월 13일 "어른도감"의 언론시사회가 김인선 감독과 주연배우 엄태구, 이재인이 참석한 가운데 CGV용산아이파크몰에서 열렸다.[1]
- 2018년 8월 23일 개봉되었다. 개봉일날 57개 스크린을 통해 93회 상영되어 첫날 428명의 관객이 들었다. 누적관객수는 7069명이다.[2]
- 제20회 전주국제영화제 개최에 맞춰 2019년 5월 3일 KBS 1TV 독립영화관 시간에 "어른도감"이 방송되었다. "어른도감"은 전년도 전주국제영화제 넷팩상(아시아영화진흥기구상)을 수상했다.[3]

## 수상
- 2018년 제19회 전주국제영화제 아시아영화진흥기구상
- 2018년 제20회 정동진독립영화제 땡그랑동전상

## 같이 보기
- 2018년 대한민국의 영화 목록